# Hessepark

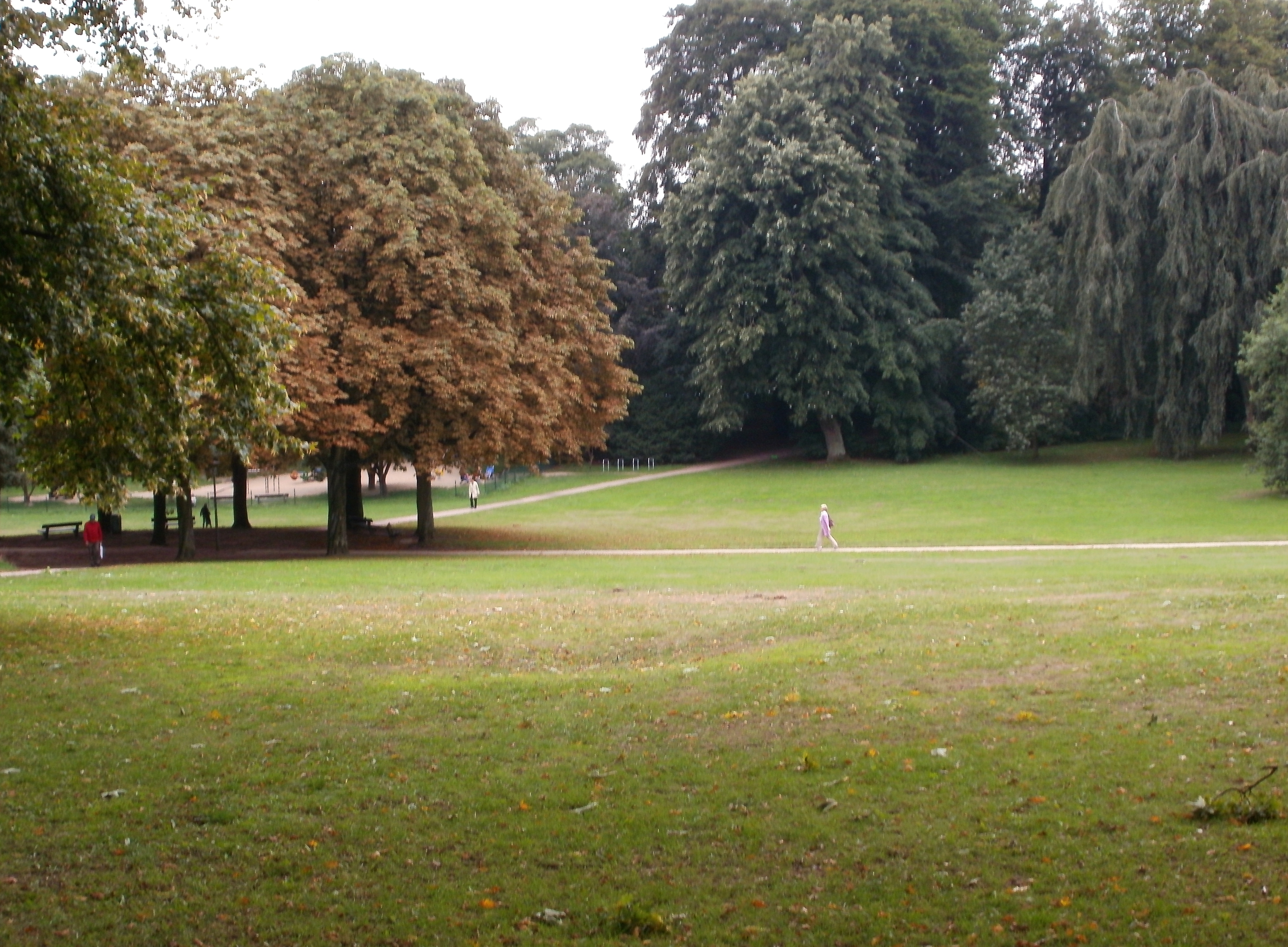
Hessepark in Blankenese

Der Hessepark befindet sich im Hamburger Stadtteil Blankenese. Der Park ist nach der Familie der letzten Besitzer benannt.

## Geschichte
1799 wurde das Gelände vom Hamburger Kaufmann und Direktor der Gothaer Versicherung Rütger Heinrich Klünder (1763–1849) erworben und darauf ein Park angelegt. Nach dessen Tod wurde der Besitz aufgeteilt und verkauft. Mitte der fünfziger Jahre des 19. Jahrhunderts erwarb der Hamburger Senatssyndikus Carl Hermann Merck (1809–1880), ein Bruder von Ernst Merck das Gelände. 1876 wurde der Park von George Heinrich Hesse (1815–1909), Mitinhaber von Hesse Newman und einer der Gründer der Commerzbank erworben. Nach dem Tod von Hesse ging der Park in den Besitz von seiner Tochter Ellen Hesse und ihrem Mann, dem späteren Polizeipräsidenten Otto Stürken, über. Ihr Sohn Otto verkaufte 1926 den Hessepark an die Gemeinde Blankenese. Diese parzellierte einen großen Teil des Parks, der Rest ist seitdem öffentlich zugänglich.
Der vom Altonaer Gartenbaudirektor Ferdinand Tutenberg (1874–1956) entworfene Rosengarten (Rosarium) wurde 2014 neu gestaltet.

## Heute

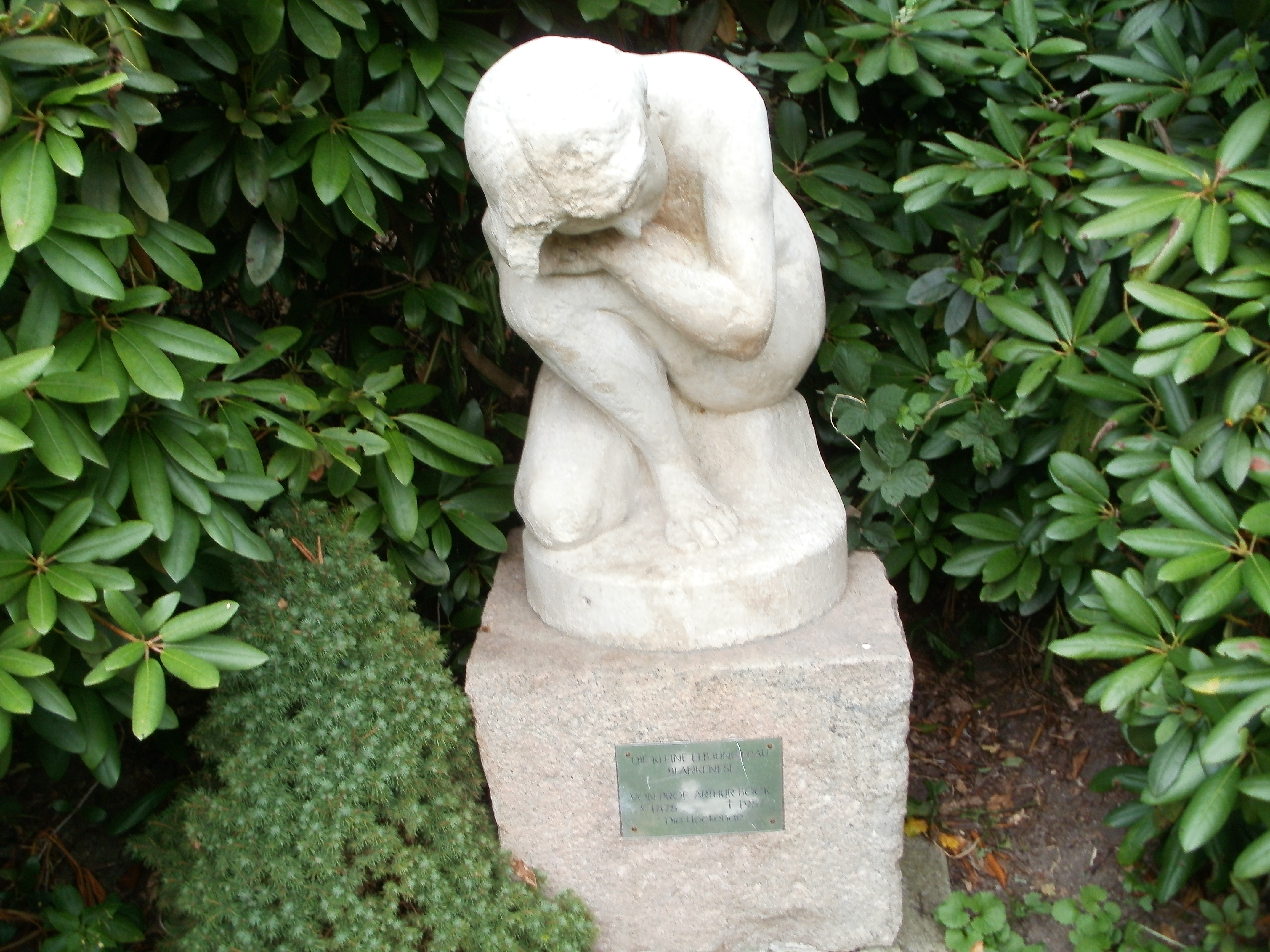
Skulptur Die kleine Elbjungfrau von Arthur Bock im Hessepark Hamburg-Blankenese

Neben einem Spielplatz, einigen Bänken, sehr alten Bäumen und großzügigen Grünflächen verfügt der Park auch über ein Schwimmbad, welches dem nahegelegenen Gymnasium Blankenese gehört. Zudem ist der Hessepark auch bekannt für seinen Ring aus alten Kastanien im Zentrum des Parks, von diesem Mittelpunkt aus verlaufen mehrere geschwungene Wege in alle Richtungen. An einem dieser Wege ruht umgeben von Rhododendron-Sträuchern eine kleine Skulptur von Arthur Bock, bekannt unter dem Namen Die Hockende.
Inzwischen ist der Hessepark außerdem ein Gartendenkmal nach dem Hamburgischen Denkmalschutzgesetz.
Das im nördlichen Bereich des Parks liegende Landhaus „Hesse-Haus“ steht unter Denkmalschutz und gehört inzwischen der 2008 im Hessepark eröffneten Bugenhagen Schule.
Auf Antrag des „Förderkreises Historisches Blankenese“ wurde 2019 ein bisher namenloser Wegeteil im Hessepark nach Friederike Klünder, der Wohltäterin und Ehefrau des ehemaligen Eigentümers des Geländes Rütger Klünder, in Friederike-Klünder-Weg neubenannt.